# Flugplatz Celle-Arloh

i7
i11
i13
Der Flugplatz Celle-Arloh (ICAO-Code: EDVC) ist ein Verkehrslandeplatz nördlich der Kreisstadt Celle. Er liegt in der Lüneburger Heide zwischen Hannover und Lüneburg. Genutzt und betrieben wird der Flugplatz vom Flugsportverein Celle. Weiterhin wird der Flugplatz vom Segelflugsportverein „Luftsportclub Langenhagen e. V.“ genutzt. Der Platz liegt nahe dem Celler Stadtteil Scheuen, nennt sich aber „Arloh“ zur Unterscheidung vom Segelfluggelände Scheuen.

## Geschichte
Der „Marine-Landeflugplatz“ Scheuen wurde 1918 für die Kaiserliche Marine fertiggestellt und diente als Station für Flüge zwischen Wilhelmshaven und Kiel. Am 7. November 1918 kam es, von Scheuen ausgehend, auch in Celle zu einem Matrosenaufstand nach dem Kieler Vorbild. Nach Ende des Ersten Weltkriegs wurde der Platz im Jahr 1919 aufgegeben.
Mitte der 1920er Jahre wurde der Flugbetrieb wieder aufgenommen, am 21. März 1926 fand ein Flugtag statt, wenn auch in einem begrenzten Rahmen. In den 1930er Jahren gewann das Gelände als Außenlandeplatz des Fliegerhorstes Celle-Wietzenbruch (heute Heeresflugplatz Celle) wieder an Bedeutung. 
Nach dem Zweiten Weltkrieg wurde der Flugplatz schließlich von zivilen Flugsportbegeisterten genutzt und seitdem als Sportflugplatz betrieben. Seit mehreren Jahren betreibt die Bundeswehr in der Nähe des Platzes, der vollständig von einem Standortübungsplatz umfasst wird, ein Hubschrauber-Übungsgelände. Weiterhin befindet sich das Segelfluggelände Scheuen in unmittelbarer Nachbarschaft.
Nordwestlich des Flugplatzes befindet sich das Flugbeschränkungsgebiet des Truppenübungsplatzes Bergen. Im Nordosten liegt zudem ein Flugbeschränkungsgebiet, welches dem Schießgelände der Firma Rheinmetall in Unterlüß angehört. Im Süden des Flugplatzes befinden sich die Kontrollzonen des Fliegerhorstes Celle und des Flughafens Hannover. Der Hubschrauberübungsverkehr nördlich, sowie der Segelübungsverkehr südlich des Flugplatzes, bewirkt eine starke Reglementierung des Flugverkehrs.